# Chimoré (stad)
Chimoré (Quechua: Chimuriy) is een kleine stad in het departement Cochabamba, Bolivia. Het is de hoofdplaats van de gelijknamige gemeente, gelegen in de Carrasco provincie. 
Bij de census van 2012 was ze naar aantal inwoners de 73ste stad van Bolivia. In de gemeente Chimoré spreekt 70,4 procent van de bevolking Quechua.

## Bevolking
| Jaar | Populatie |
| ---- | --------- |
| 1992 | 2.036     |
| 2001 | 3.874     |
| 2012 | 6.219     |